# Kvalifikace na Mistrovství Evropy ve fotbale 1984 – skupina 4
Zápasy kvalifikační skupiny 4 na Mistrovství Evropy ve fotbale 1984 se konaly v letech 1982 a 1983. Ze čtyř účastníků si postup na závěrečný turnaj vybojoval vítěz skupiny.

## Tabulka
| Tým        | B | Z | V | R | P | VG | IG |
| ---------- | - | - | - | - | - | -- | -- |
| Jugoslávie | 8 | 6 | 3 | 2 | 1 | 12 | 11 |
| Wales      | 7 | 6 | 2 | 3 | 1 | 7  | 6  |
| Bulharsko  | 5 | 6 | 2 | 1 | 3 | 7  | 8  |
| Norsko     | 4 | 6 | 1 | 2 | 3 | 7  | 8  |

## Zápasy
| 22. září 1982 |        |        |                                                                 |
| Wales         | 1:0    | Norsko | Vetch Field, Swansea diváci: 4 400 rozhodčí: Joël Quiniou (FRA) |
| Rush 30'      | Report |        | Vetch Field, Swansea diváci: 4 400 rozhodčí: Joël Quiniou (FRA) |

| 13. října 1982                            |        |            |                                                                     |
| Norsko                                    | 3:1    | Jugoslávie | Ullevaal Stadion, Oslo diváci: 12 264 rozhodčí: Alojzy Jarguz (POL) |
| Tom Lund 5' Larsen Økland 67' Hareide 88' | Report | Savić 74'  | Ullevaal Stadion, Oslo diváci: 12 264 rozhodčí: Alojzy Jarguz (POL) |

| 27. října 1982            |        |                                       |                                                                                       |
| Bulharsko                 | 2:2    | Norsko                                | Vasil Levski National Stadium, Sofie diváci: 22 300 rozhodčí: Antonios Vassaras (GRE) |
| Velichkov 13' Nikolov 68' | Report | Thoresen 17' (pen.) Larsen Økland 66' | Vasil Levski National Stadium, Sofie diváci: 22 300 rozhodčí: Antonios Vassaras (GRE) |

| 17. listopadu 1982 |        |               |                                                                                   |
| Bulharsko          | 0:1    | Jugoslávie    | Vasil Levski National Stadium, Sofie diváci: 20 000 rozhodčí: Paolo Casarin (ITA) |
|                    | Report | Stojković 36' | Vasil Levski National Stadium, Sofie diváci: 20 000 rozhodčí: Paolo Casarin (ITA) |

| 15. prosince 1982                                 |        |                                         |                                                                        |
| Jugoslávie                                        | 4:4    | Wales                                   | Gradski Stadion, Titograd diváci: 17 000 rozhodčí: Alexis Ponnet (BEL) |
| Cvetković 14' Živković 17' Kranjčar 37' Ješić 66' | Report | Flynn 6' Rush 38' Jones 70' R.James 80' | Gradski Stadion, Titograd diváci: 17 000 rozhodčí: Alexis Ponnet (BEL) |

| 27. dubna 1983 |        |           |                                                                             |
| Wales          | 1:0    | Bulharsko | Racecourse Ground, Wrexham diváci: 9 006 rozhodčí: Siegfried Kirschen (GDR) |
| Charles 72'    | Report |           | Racecourse Ground, Wrexham diváci: 9 006 rozhodčí: Siegfried Kirschen (GDR) |

| 7. září 1983 |        |                          |                                                                     |
| Norsko       | 1:2    | Bulharsko                | Ullevaal Stadion, Oslo diváci: 15 515 rozhodčí: Heinz Fahnler (AUT) |
| Hareide 4'   | Report | Mladenov 11' Sirakov 51' | Ullevaal Stadion, Oslo diváci: 15 515 rozhodčí: Heinz Fahnler (AUT) |

| 21. září 1983 |        |       |                                                                        |
| Norsko        | 0:0    | Wales | Ullevaal Stadion, Oslo diváci: 17 575 rozhodčí: Vojtech Christov (TCH) |
|               | Report |       | Ullevaal Stadion, Oslo diváci: 17 575 rozhodčí: Vojtech Christov (TCH) |

| 12. října 1983        |        |              |                                                                   |
| Jugoslávie            | 2:1    | Norsko       | Stadion JNA, Bělehrad diváci: 10 000 rozhodčí: Adolf Prokop (GDR) |
| Vujović 21' Sušić 40' | Report | Thoresen 89' | Stadion JNA, Bělehrad diváci: 10 000 rozhodčí: Adolf Prokop (GDR) |

| 16. listopadu 1983 |        |       |                                                                                 |
| Bulharsko          | 1:0    | Wales | Vasil Levski National Stadium, Sofie diváci: 5 000 rozhodčí: Dieter Pauly (FRG) |
| Gochev 54'         | Report |       | Vasil Levski National Stadium, Sofie diváci: 5 000 rozhodčí: Dieter Pauly (FRG) |

| 14. prosince 1983 |        |                |                                                                      |
| Wales             | 1:1    | Jugoslávie     | Ninian Park, Cardiff diváci: 20 000 rozhodčí: Erik Fredriksson (SWE) |
| R.James 54'       | Report | Baždarević 81' | Ninian Park, Cardiff diváci: 20 000 rozhodčí: Erik Fredriksson (SWE) |

| 21. prosince 1983              |        |                           |                                                                                       |
| Jugoslávie                     | 3:2    | Bulharsko                 | Gradski stadion u Poljudu, Split diváci: 30 000 rozhodčí: Augusto Lamo Castillo (ESP) |
| Sušić 31', 53' Radanović 90+1' | Report | Iskrenov 28' Dimitrov 60' | Gradski stadion u Poljudu, Split diváci: 30 000 rozhodčí: Augusto Lamo Castillo (ESP) |